# Carlos Mesa

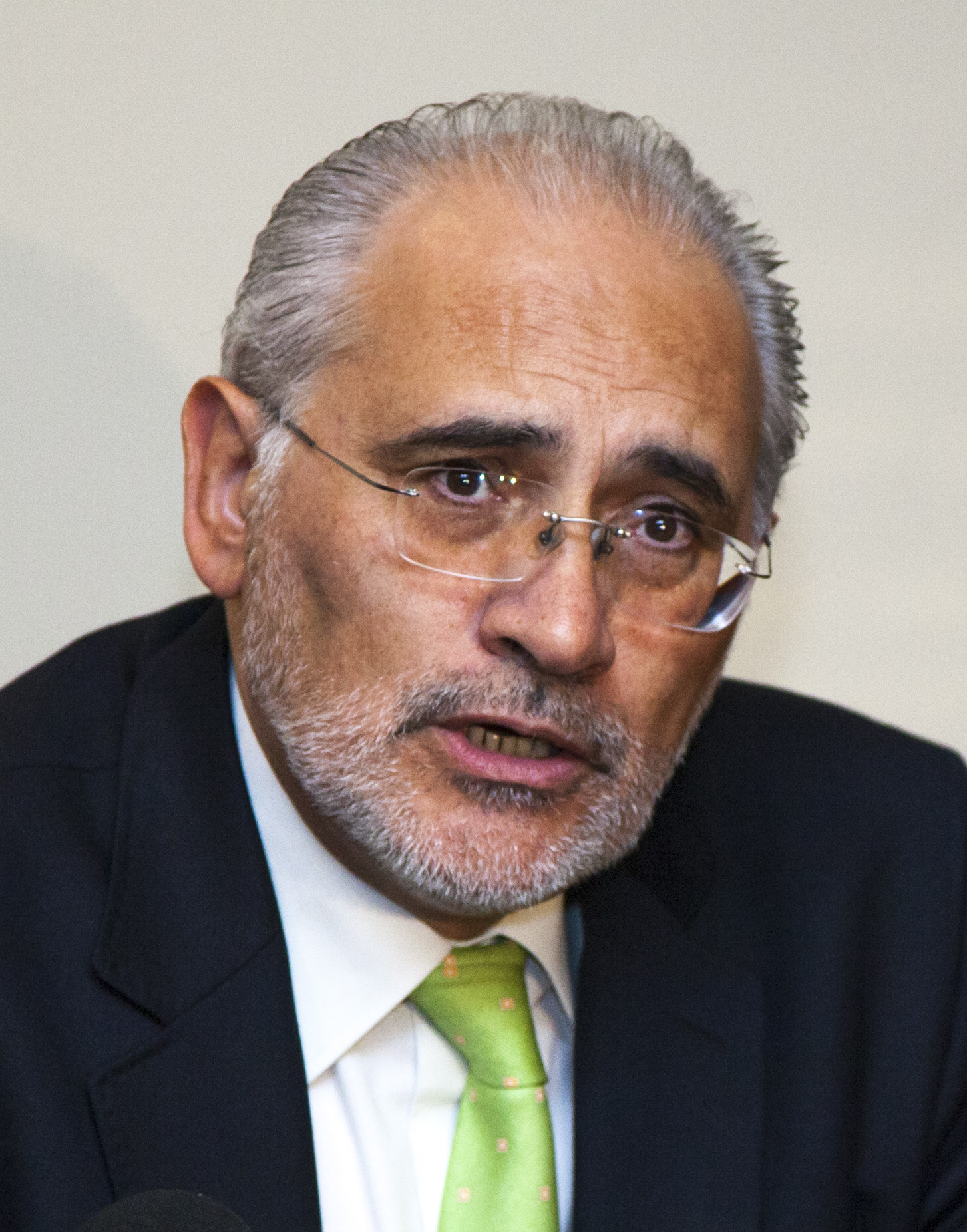
Carlos Mesa

Carlos Diego Mesa Gisbert (sinh ngày 12 tháng 8 năm 1953) từng là tổng thống của Bolivia từ năm 2003 đến năm 2005. Ông là phó tổng thống của Bolivia từ tháng 8 năm 2002 đến tháng 10 năm 2003. Mesa trước đây từng là một nhà báo truyền hình. Sự công nhận rộng rãi của ông đã thúc đẩy ứng cử viên MNR Gonzalo Sánchez de Lozada chọn ông làm người điều hành trong cuộc bầu cử tổng thống Bolivian năm 2002. Hai người Sánchez-Mesa thắng cử nhậm chức ngày 6 tháng 8 năm 2002. Ngay sau khi trở thành phó tổng thống, một làn sóng phản đối và đình công đã đóng cửa Bolivia trong một cuộc tranh chấp cay đắng được gọi là Chiến tranh khí đốt Bolivia. Các cuộc biểu tình cuối cùng đã buộc Sánchez de Lozada phải từ chức, đưa Mesa trở thành tổng thống.
Mesa là người phát ngôn của Bolivia trong vụ kiện Nghĩa vụ đàm phán tiếp cận Thái Bình Dương trong Tòa án công lý quốc tế, cuối cùng đã không thành công.